# Passins
Passins är en kommun i departementet Isère i regionen Auvergne-Rhône-Alpes i sydöstra Frankrike. Kommunen ligger i kantonen Morestel som tillhör arrondissementet La Tour-du-Pin. År 2018 hade Passins 1 150 invånare.

## Befolkningsutveckling
Antalet invånare i kommunen Passins
Referens:INSEE